# Carl Gustaf Retzius
Carl Gustaf Retzius, född 24 april 1798 i Lund, död 28 februari 1833 i Stockholm, var en svensk naturforskare.
Carl Gustaf Retzius var son till Anders Jahan Retzius. Han blev 1812 student vid Lunds universitet samt 1817 filosofie magister, 1818 docent i kemi och mineralogi samt adjunkt och laborator i kemi där 1822. Retzius kallades 1824 till tredje lärare vid Veterinärinrättningen i Stockholm med undervisningsskyldighet i botanik, fysik, kemi och farmakologi, och utnämndes 1831 till professor i dessa ämnen där. Från 1824 var han även föreståndare för inrättningens apotek. Retzius studerade 1819 kemi och mineralogi i Köpenhamn, grundlade en stor mineralsamling under resor 1820 och 1823 i Dalarna, Uppland, Värmland med flera landskap och studerade 1830 med statsbidrag veterinär kemi och farmaci samt veterinärvetenskap i Danmark, Nederländerna, Frankrike, Italien och Rhenländerna. Han utgav bland annat Observationes Stoechiometricæ ad mineralogiam pertinentes (1818) och tillsammans med de övriga professorerna vid Veterinärinrättningen Veterinaire Pharmacopee (1832). Retzius invaldes bland annat i Vetenskaps- och vitterhetssamhället 1821, i Fysiografiska sällskapet i Lund 1822 och i Svenska Läkaresällskapet 1830. En lungsjukdom som verkar ha startat i Frankrike vintern 1830 ledde till hans död.